# ベルゲニン
ベルゲニン(Bergenin) またはクスクチン(Cuscutin)は、トリヒドロキシ安息香酸の配糖体である。4-O-メチル没食子酸のC-配糖体であり、O-脱メチル誘導体はノルベルゲニンと呼ばれる。アーユルヴェーダにおいてPaashaanbhed の名で用いられる薬草の成分の一つであり、強い免疫調節作用を持つことが示されている。
Bergenia ciliata やカガミユキノシタ (Bergenia ligulata) 等のヒマラヤユキノシタ属 (Bergenia) 、またヒマラヤユキノシタの地下茎から単離される。その他、リュウノウジュ (Dryobalanops aromatica) の幹の樹皮やセイロンマンリョウ (Ardisia elliptica) 、アカメガシワ (Mallotus japonicus) にも見られる。